# Transportes do Maranhão
A infraestrutura de transportes do Maranhão abrange rodovias, ferrovias, portos e aeroportos.
Localizado entre as regiões Norte e Nordeste do Brasil, o estado do Maranhão faz divisa com três estados brasileiros: Piauí (leste), Tocantins (sul e sudoeste) e Pará (oeste), além do Oceano Atlântico (norte), possuindo o segundo maior litoral do país. Com área de 331 937,450 km² e com 217 municípios, é o segundo maior estado da região Nordeste e o oitavo maior estado do Brasil.

## Aeroviário
O principal aeroporto do Maranhão é o Aeroporto Internacional de São Luís - Marechal Hugo da Cunha Machado. Outro aeroporto de destaque é o Aeroporto de Imperatriz - Prefeito Renato Moreira além de diversos aeroportos municipais como Aeroporto de Balsas, Aeroporto de Santa Inês - Deputado João Silva, Aeroporto de Timon, Aeroporto de Codó, Aeroporto de Pinheiro, Aeroporto de Coroatá, Aeroporto de Bacabal, dentre outros.

## Aeroespacial

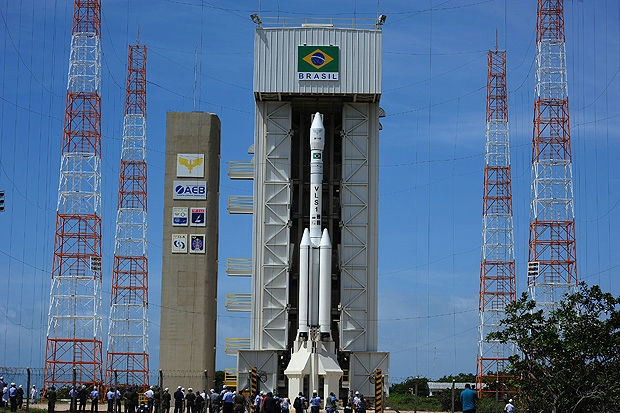
A Torre Móvel de Integração é usada para lançar o VLS-1

Centro de Lançamento de Alcântara (CLA) é a denominação da segunda base de lançamento de foguetes da Força Aérea Brasileira. Sedia os testes do Veículo Lançador de Satélites (VLS) e destina-se, futuramente, a realizar missões de lançamento de satélites.
O CLA está situado na latitude 2°18’ sul, e tinha originalmente uma área de 620 km², no município de Alcântara, a 32 km de São Luís, capital do estado brasileiro do Maranhão.

## Rodoviário
As principais rodovias federais do Maranhão são as BRs 010, 135, 222, 226, 230, 316 e 402.
A BR-010, Belém - Brasília, liga o Maranhão ao Sul do país. A BR-135 liga São Luís ao sul do Piauí. A BR-222, atravessa o estado ligando Açailândia (Entroncamento com a BR-010) ao nordeste do Maranhão. A BR-226 atravessa o estado de Porto Franco, divisa com o estado de Tocantins até Timon, na divisa com o Piauí. A BR-230 atravessa o sul do Estado e a BR-316 corta o Maranhão de leste a oeste, desde Timon (divisa MA/PI) até a divisa MA/PA. A BR-402 é a porta de entrada para Barreirinhas e os Lençóis Maranhenses.

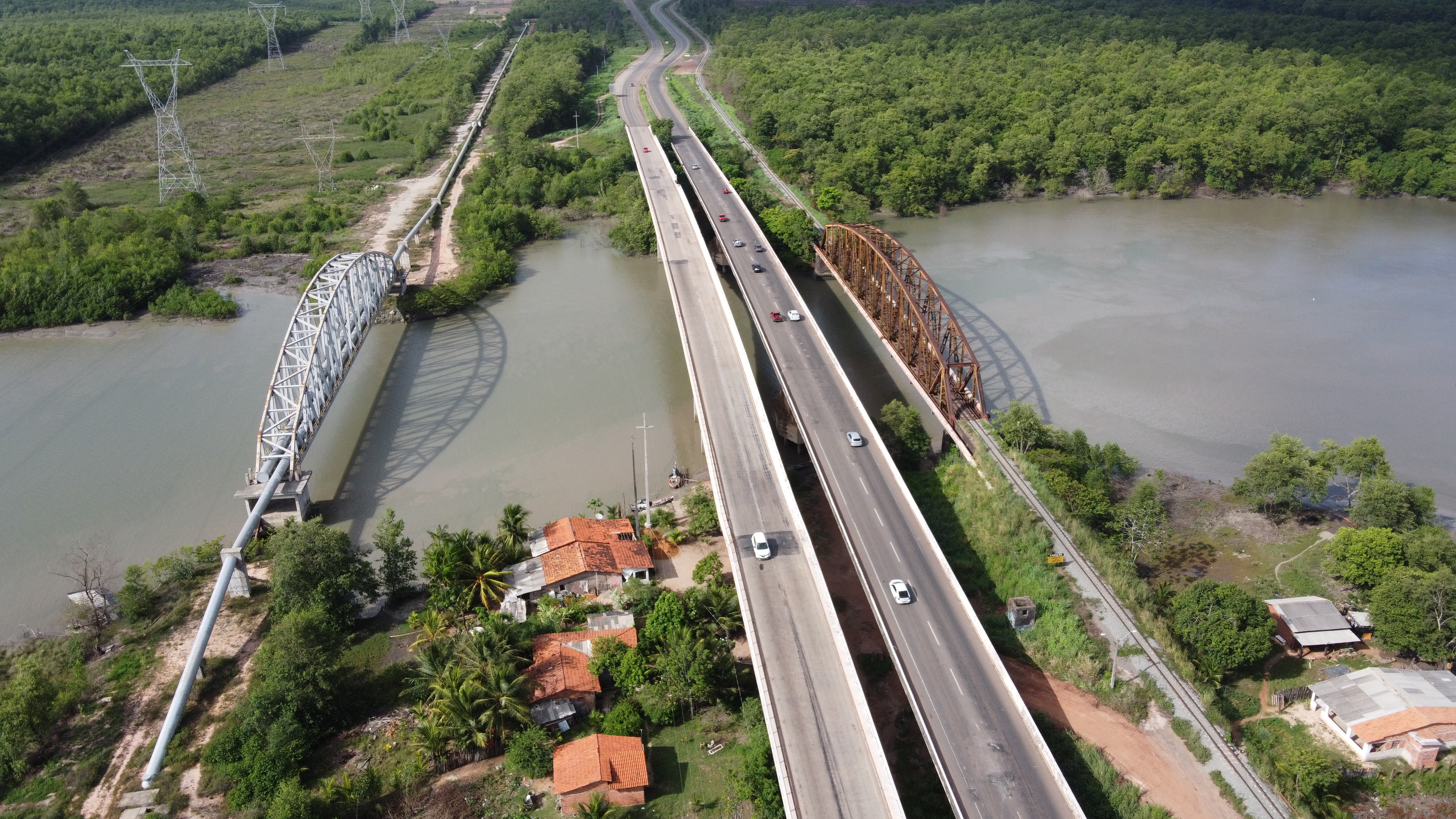
Acesso à ilha de Upaon-açu pelo estreito dos Mosquitos: da esquerda para a direita, a ponte metálica que sustenta a adutora do sistema Italuís, a ponte Marcelino Machado e a ponte metálica Benedito Leite.

O campo de Perizes é atravessado pela rodovia BR-135 (Km 25 a Km 51,3), o único acesso rodoviário à capital do estado, com o tráfego de mais de 25 mil veículos por dia, permitindo o acesso ao complexo portuário de Itaqui e Ponta da Madeira.
Em 2018, foi concluída a sua obra de duplicação entre São Luís (Estiva, Km 25) e Bacabeira, considerado um de seus trechos mais perigosos e com mais acidentes, em um total de 26 km. A obra envolveu a construção de um viaduto em Bacabeira (Km 51), permitindo o acesso à cidade de Rosário, no entroncamento com a BR-402. O obra deve se estender até a cidade de Miranda do Norte.
O Maranhão também conta com rodovias estaduais e municipais. As condições de pavimento das rodovias do Maranhão são alvo de constantes críticas em razão da infraestrutura.

## Ferroviário
A infraestrutura ferroviária é de grade importância para a economia do estado.

### Ferrovia Carajás

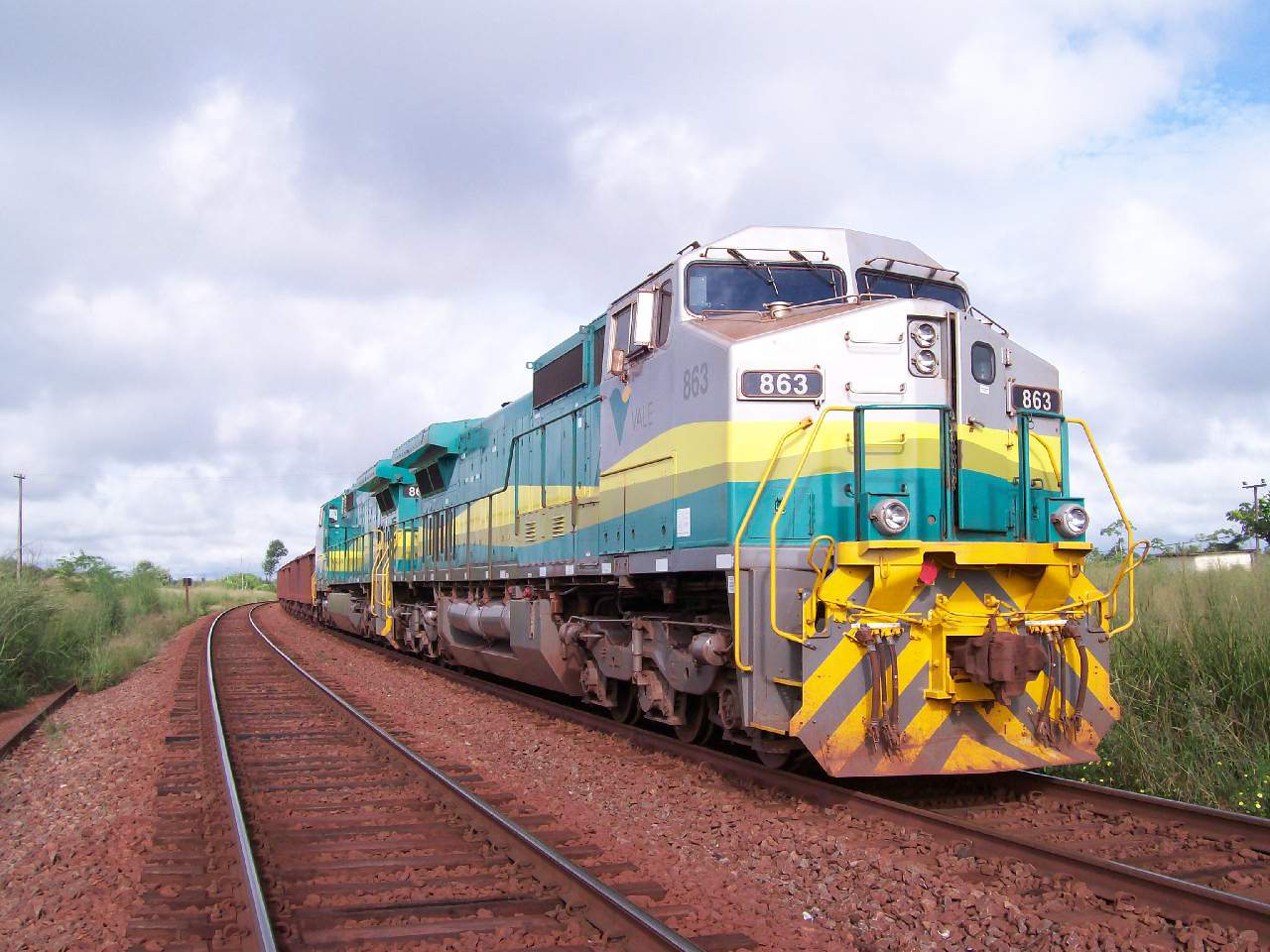
Trem de minério da Estrada de Ferro Carajás em Açailândia.

A Ferrovia Carajás com 892 km de extensão, em bitola larga, operada pela mineradora Vale S.A., liga o Terminal Marítimo de Ponta da Madeira, no município de São Luís (MA), a Marabá e Parauapebas (PA). 
É a maior ferrovia de transporte de passageiros em operação no Brasil, possuindo 5 estações e 10 paradas, percorrendo São Luís (MA), Santa Inês (MA), Açailândia (MA), Marabá (PA) e Parauapebas (PA). Entretanto, a EF-315 é especializada no transporte de cargas minerais, extraídas das minas da Serra dos Carajás, e levados até os portos da Baía de São Marcos no Maranhão para exportação. Por seus trilhos, são transportados mais de 120 milhões de toneladas de carga e 350 mil passageiros por ano.
A ferrovia está ainda interligada com outras duas ferrovias: a malha da  Ferrovia São Luís-Teresina (FTL) e a Ferrovia Norte-Sul. Com a primeira, está interligada aos sete estados da região Nordeste e, com a segunda, está ligada aos estados de Tocantins, Goiás, Minas Gerais e São Paulo, facilitando a exportação de grãos produzidos no sul do Maranhão, bem como do norte de Tocantins, Goiás e Mato Grosso pelo Porto do Itaqui, em São Luís.

### Ferrovia São Luís-Teresina
A Ferrovia São Luís–Teresina (também chamada de Transnordestina), operada pela FTL, liga as cidades de São Luís (Maranhão) e Teresina (Piauí), passando por Timon, Caxias, Codó, Timbiras, Coroatá, Pirapemas, Cantanhede, Itapecuru Mirim, Santa Rita, Rosário e Bacabeira, no Maranhão, com aproximadamente 454 km.
Atualmente, a ferrovia é destinada principalmente para o transporte de combustíveis (álcool, gasolina e óleo diesel) entre o Porto do Itaqui (São Luís) e a cidade de Teresina.
A ferrovia também transporta cimento para São Luís, além de calcário corretivo, clínquer, contêineres e pallets de madeira, através do entrocamento com a Ferrovia Teresina-Fortaleza, possibilitando a interligação entre o Porto de Itaqui (MA), o Porto do Pecém (CE) e o Porto do Mucuripe (CE).

### Ferrovia Norte-Sul

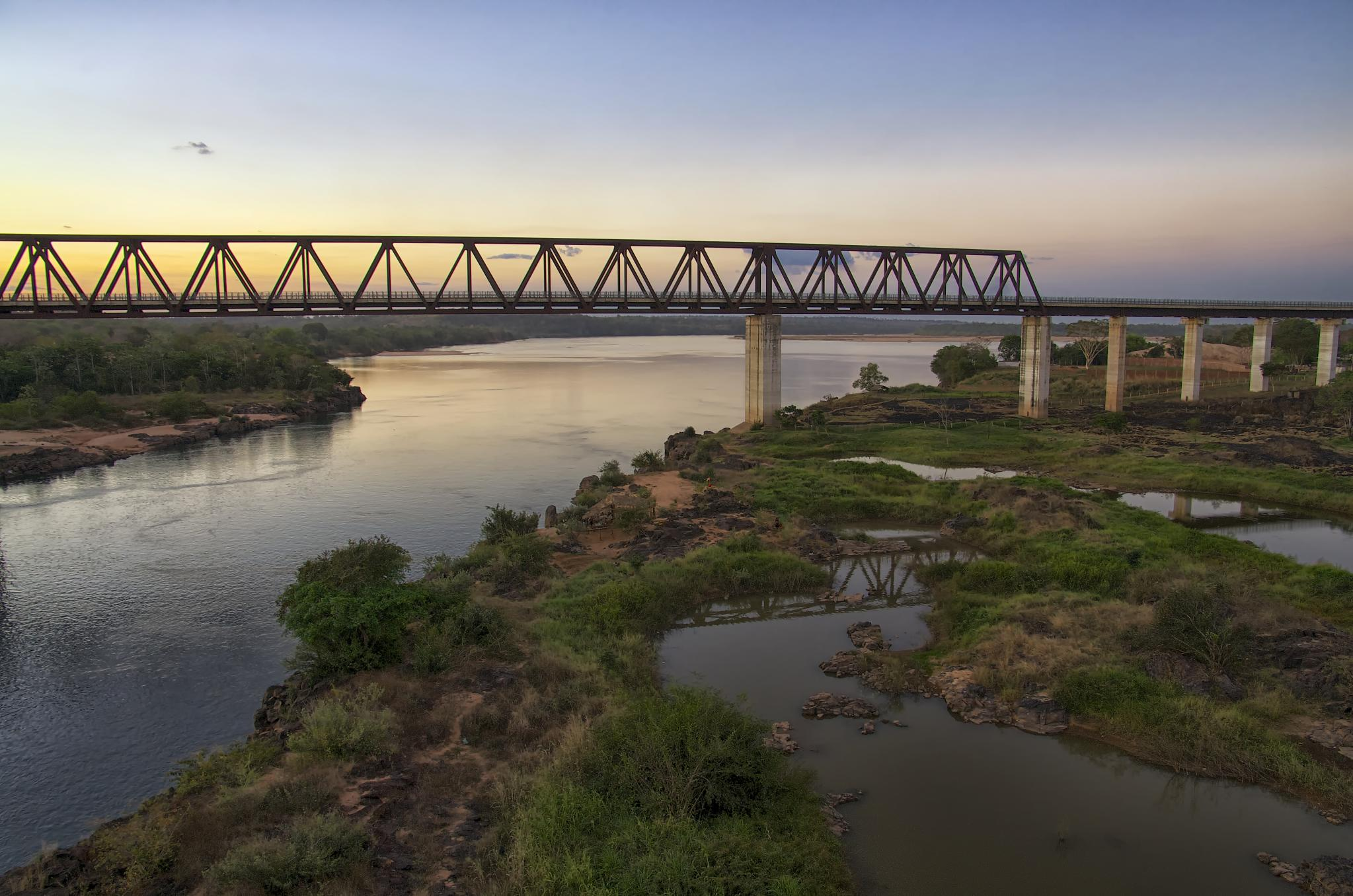
Ferrovia Norte-Sul na região da Usina Hidrelétrica Estreito

A Ferrovia Norte-Sul foi projetada para ser a espinha dorsal do sistema ferroviário nacional, interligando as principais malhas ferroviárias das cinco regiões do país. Quando concluída, possuirá a extensão de 4.155 quilômetros e cortará os estados de Pará, Maranhão, Tocantins, Goiás, Minas Gerais, São Paulo, Mato Grosso do Sul, Paraná, Santa Catarina e Rio Grande do Sul, conectando os extremos do país.
Atualmente, seu traçado efetivo vai de Açailândia (MA) a Estrela d'Oeste (SP). Porém, apenas o trecho entre Açailândia (MA) e Porto Nacional (TO), sob responsabilidade da concessionária VLI, e entre São Simão (GO) e Estrela d'Oeste (SP), sob responsabilidade da concessionária Rumo Logística, estão totalmente operacionais. Já o trecho entre Porto Nacional (TO) e Anápolis (GO), que tem suas obras concluídas desde 2014, e o trecho entre Ouro Verde de Goiás (próximo a Anápolis) e São Simão (GO) seguem em fase de investimentos para a construção de terminais para torná-los operacionais.
A Suzano Maranhão construiu um ramal ferroviário de 28 km que vai de dentro da fábrica até a ferrovia Norte–Sul. A logística da fabricação de celulose na região envolve o plantio de eucalipto na sul do Maranhão, além do Pará e de Tocantins, bem como o escoamento da produção pelo Porto de Itaqui, em São Luís, valendo-se das ferrovias Norte–Sul, Carajás e Transnordestina.
Em 2019, a ferrovia transportou o volume de 7,9 milhões de toneladas de grãos, oriundos do leste e nordeste do Mato Grosso, sul do Pará e da nova fronteira agrícola, o MATOPIBA (Maranhão, Tocantins, Piauí e Bahia), por meio do entroncamento com a Ferrovia Carajás, com destino ao Porto do Itaqui.

## Hidroviário
Um dos grandes diferenciais do Complexo Portuário do Maranhão é a sua localização próxima dos mercados da Europa, América do Norte e do Canal do Panamá, por onde é possível alcançar mais rapidamente os países da Ásia, bem como a profundidade natural dos seus portos.
A sua região de influência abrange a área conhecida como MATOPIBA – formada por Maranhão, Tocantins, Piauí e Bahia, considerada a terceira e última fronteira agrícola do País, que realiza 54% de exportações pelo Itaqui –, estados do Norte, como o Pará, e do Nordeste, além do Mato Grosso, do Mato Grosso do Sul e de Goiás.

### Porto do Itaqui

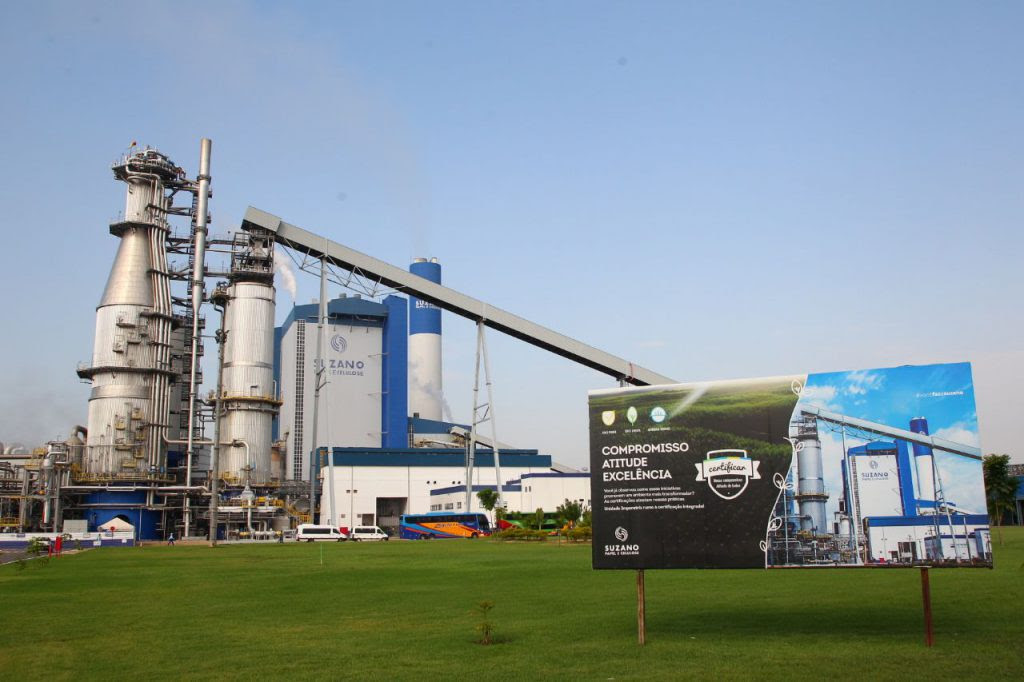
Fábrica da Suzano em Imperatriz

O Porto do Itaqui movimenta anualmente milhões de toneladas de carga, sendo um importante corredor logístico para o Centro-Oeste do país, sendo o principal porto do Arco Norte em exportação de soja. Entre os principais produtos movimentados no ano de 2020 estão: a soja (8.643.348 de toneladas), milho (3.411.716 de toneladas), fertilizantes (2.646.230 t), cobre (193.159  t), carvão (554.137 t), ferro-gusa (454.118 t) clinquer (193.159  t), manganês (161.034  t), arroz (55.747 t), granéis líquidos (6.338.907 t), soda cáustica (58.872  t), etanol (65.281 t) e GLP (184.311 t), totalizando uma movimentação anual de 25.337.152 de toneladas.
O Terminal de Grãos do Porto do Itaqui (TEGRAM) recebeu, em média, 26 mil toneladas de grãos (soja e milho) por dia, no ano de 2016. Em 2020, o terminal foi duplicado.
Em 2015, aproximadamente 70% da soja que saiu do Tegram teve como destino a Ásia, em especial a China. O milho teve como destino o Oriente Médio, a África e o Vietnã. Farelo e grãos também foram enviados para a Europa.

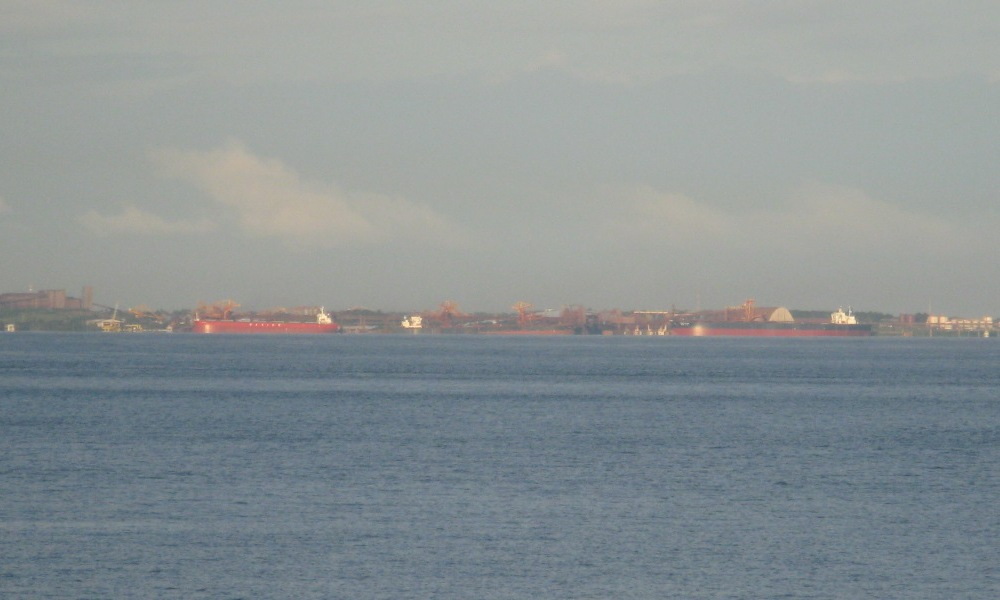
Ponta da Madeira, terminal portuário da Vale

### Terminal Marítimo de Ponta da Madeira
O Terminal Marítimo de Ponta da Madeira é um porto pertencente à Vale S.A., adjacente ao Porto do Itaqui, e próximo à cidade de São Luís e defronte à Baía de São Marcos, no Maranhão, nordeste do Brasil. Destina-se principalmente à exportação de minério de ferro trazido do projeto Serra dos Carajás, no Pará.
Entre 2020, foram transportados 191 milhões de toneladas e é o campeão nacional em movimentação de cargas.

### Porto da Alumar
O Porto da Alumar, é situado na confluência do Estreito dos Coqueiros com o Rio dos Cachorros e tem capacidade para operar navios com até 59 mil toneladas de carga. É via de entrada de matérias-primas como soda cáustica, carvão e bauxita. Também é pelo terminal portuário que é escoada a alumina vendida para os mercados interno e externo.
Em 2020, o Porto da Alumar movimentou 15,3 milhões de toneladas.

### Travessia São Luís-Alcântara

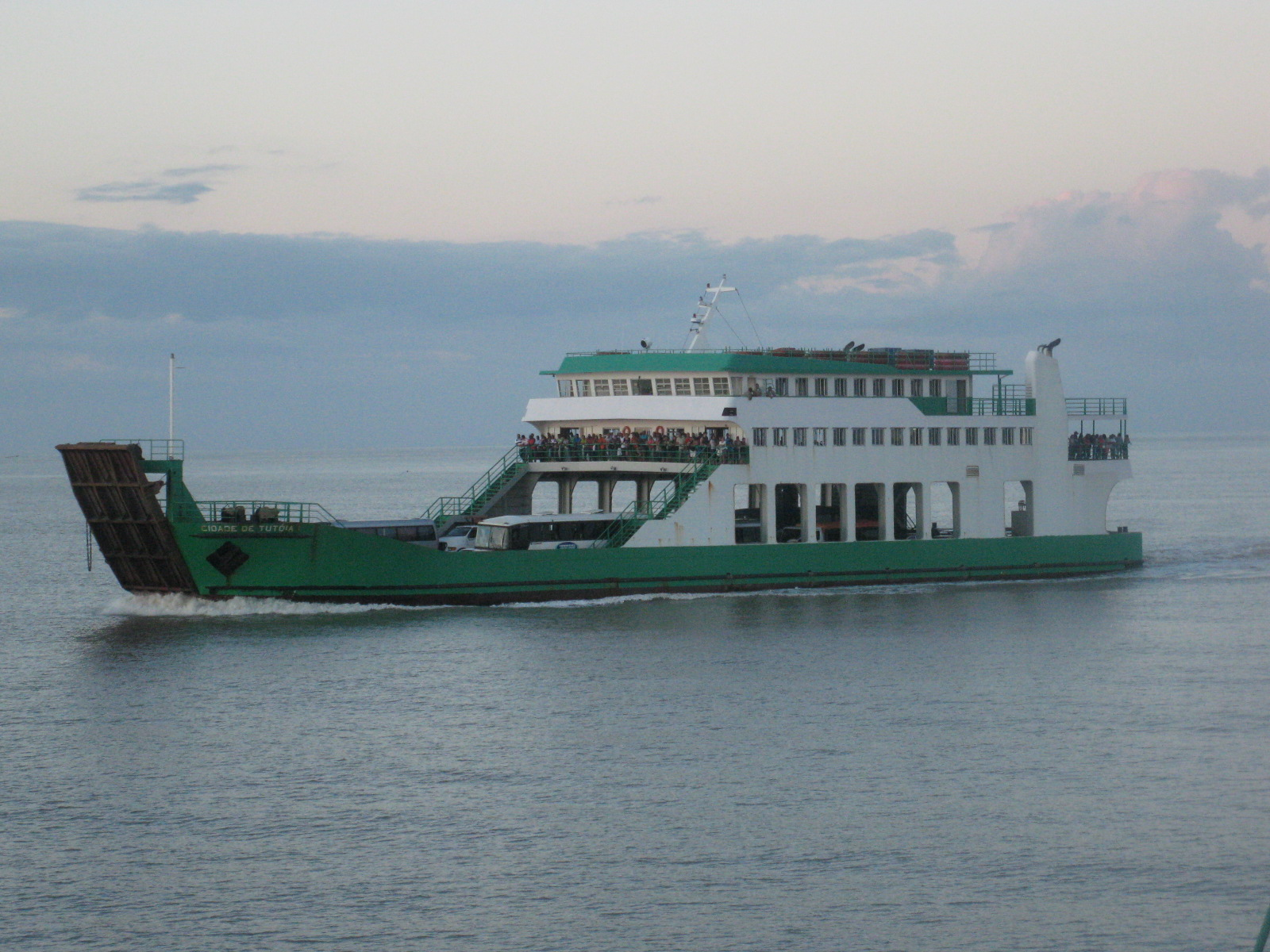
A balsa "Cidade de Tutóia"

A Travessia São Luís–Alcântara é um sistema de embarcações do tipo balsa que faz o transporte de pessoas e veículos entre os municípios de São Luís e Alcântara, no Golfão Maranhense.
Atualmente, a ilha de Upaon Açu possui uma única ligação via transporte rodoviário, através da ponte Marcelino Machado sobre o Estreito dos Mosquitos, na BR-135, sendo o transporte por ferry-boat uma alternativa para quem deseja fazer a travessia entre a ilha e o continente, além de ser a única que permite o transporte de veículos sobre embarcações.
Também é possível fazer a travessia em barcos menores e catamarãs, através do Cais da Praia Grande, na Rampa Campos Melo, no Centro de São Luís (próximo ao Palácio dos Leões), até o Porto de Jacaré–Terminal Hidroviário de Alcântara, em viagens em torno de 1 hora e 20 minutos, com partida conforme a variação da maré.

### Hidrovias
Os principais rios navegáveis do Maranhão são o Grajaú, Pindaré, Mearim, Itapecuru, limitados pelas pequenas profundidades próximo à foz. Também há projetos de transporte hidroviário da produção agrícola por meio do rio das Balsas e rio Parnaíba. 